# Danjo Leonhardt
Danjo Leonhardt (* 22. August 2002 in Großburgwedel) ist ein deutscher Eishockeyspieler, der seit Juli 2024 bei den Straubing Tigers aus der Deutschen Eishockey Liga (DEL) unter Vertrag steht und dort auf der Position des Stürmers spielt. Zuvor war Leonhardt unter anderem beim EC Red Bull Salzburg in der ICE Hockey League, wo er mit dem Klub im Jahr 2022 die Meisterschaft gewann, und den Nürnberg Ice Tigers in der DEL aktiv. Sein Vater Björn Leonhardt war professioneller Eishockeytorwart.

## Karriere

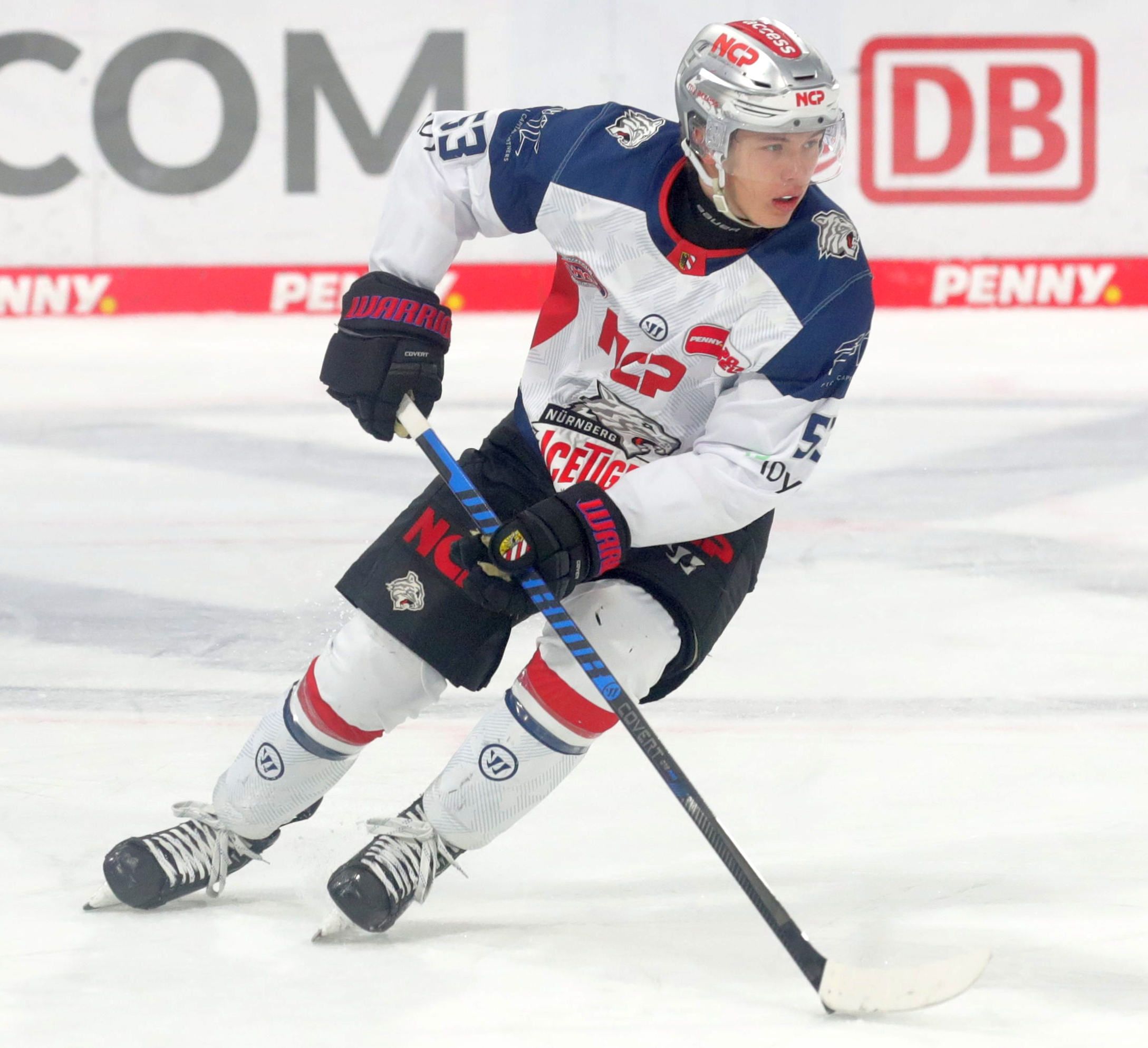
Leonhardt im Trikot der Nürnberg Ice Tigers (2023)

Leonhardt spielte bis zum Sommer 2016 im Nachwuchs des ECC Preussen Berlin, wo er von seinem Vater Björn Leonhardt trainiert worden war. Anschließend wechselte er in die Jugend des Stadtrivalen Eisbären Berlin, nachdem er als 13-Jähriger in der U16-Mannschaft der Preussen bereits die Marke von 60 Scorerpunkten in der Schüler-Bundesliga erreicht hatte. Für die Talentschmiede der Eisbären, die Eisbären Juniors, lief der Stürmer zunächst ebenfalls in der Schüler-Bundesliga auf. Im Verlauf der Saison 2017/18 kam er auch zu sporadischen Einsätzen im U19-Team, das am Spielbetrieb der Deutschen Nachwuchsliga (DNL) teilnahm. Zur weiteren Entwicklung zog es Leonhardt im Sommer 2018 an die von der Red Bull GmbH unterstützte Nachwuchsakademie des österreichischen Klubs EC Red Bull Salzburg. Dort spielte er zunächst für die U19- und U20-Mannschaft im Spielbetrieb des tschechischen Juniorenbereichs.
Mit Beginn der Saison 2020/21 gehörte der Deutsche zum Kader der RB Hockey Juniors, der zweiten Mannschaft des EC Red Bull Salzburg, die der Alps Hockey League angehörten. Am Ende der Spielzeit war der Offensivspieler teaminterner Topscorer der zweiten Mannschaft und erhielt als Belohnung sieben Einsätze in der ersten Mannschaft in der ICE Hockey League. Zur Spielzeit 2021/22 wurde Leonhardt fest in den Kader für die ICE Hockey League aufgenommen. In seinem Rookiejahr erreichte er beachtliche 14 Scorerpunkte in 40 Partien der Hauptrunde. Dazu steuerte er zum Gewinn der Meisterschaft drei Punkte in zwölf Playoff-Spielen bei. Nach Beendigung der Saison sicherten sich im April 2022 die Nürnberg Ice Tigers aus der Deutschen Eishockey Liga (DEL) die Dienste des Talents. Dort erreichte er in seinem ersten DEL-Jahr 16 Scorerpunkte, bevor er seine persönliche Bestmarke in der Saison 2023/24 auf 26 Torbeteiligungen steigerte. Dennoch wurde das Arbeitsverhältnis nach der Spielzeit nicht fortgeführt und Leonhardt wechselte gemeinsam mit Tim Fleischer zum Ligakonkurrenten Straubing Tigers.

### International
Auf internationaler Ebene kam Leonhardt bereits ab der Spielzeit 2017/18 für die Juniorennationalmannschaften des Deutschen Eishockey-Bundes zu Einsätzen. Erst mit der U20-Junioren-Weltmeisterschaft 2022 bestritt der Stürmer jedoch sein erstes internationales Turnier. In fünf Turnierspielen steuerte er drei Torvorlagen zum Erreichen des sechsten Platzes bei. Zuvor hatte er bereits zum Aufgebot beim abgebrochenen Event der Weltmeisterschaft 2022 gehört.
Sein Debüt in der A-Nationalmannschaft gab Leonhardt in der Vorbereitung auf die Weltmeisterschaft 2022, für die er schlussendlich nicht nominiert wurde. Im weiteren Verlauf des Jahres nahm der Angreifer am Deutschland Cup 2022 teil.

## Erfolge und Auszeichnungen
- 2022 Meister der ICE Hockey League mit dem EC Red Bull Salzburg

## Karrierestatistik
Stand: Ende der Saison 2024/25

### International
Vertrat Deutschland bei:

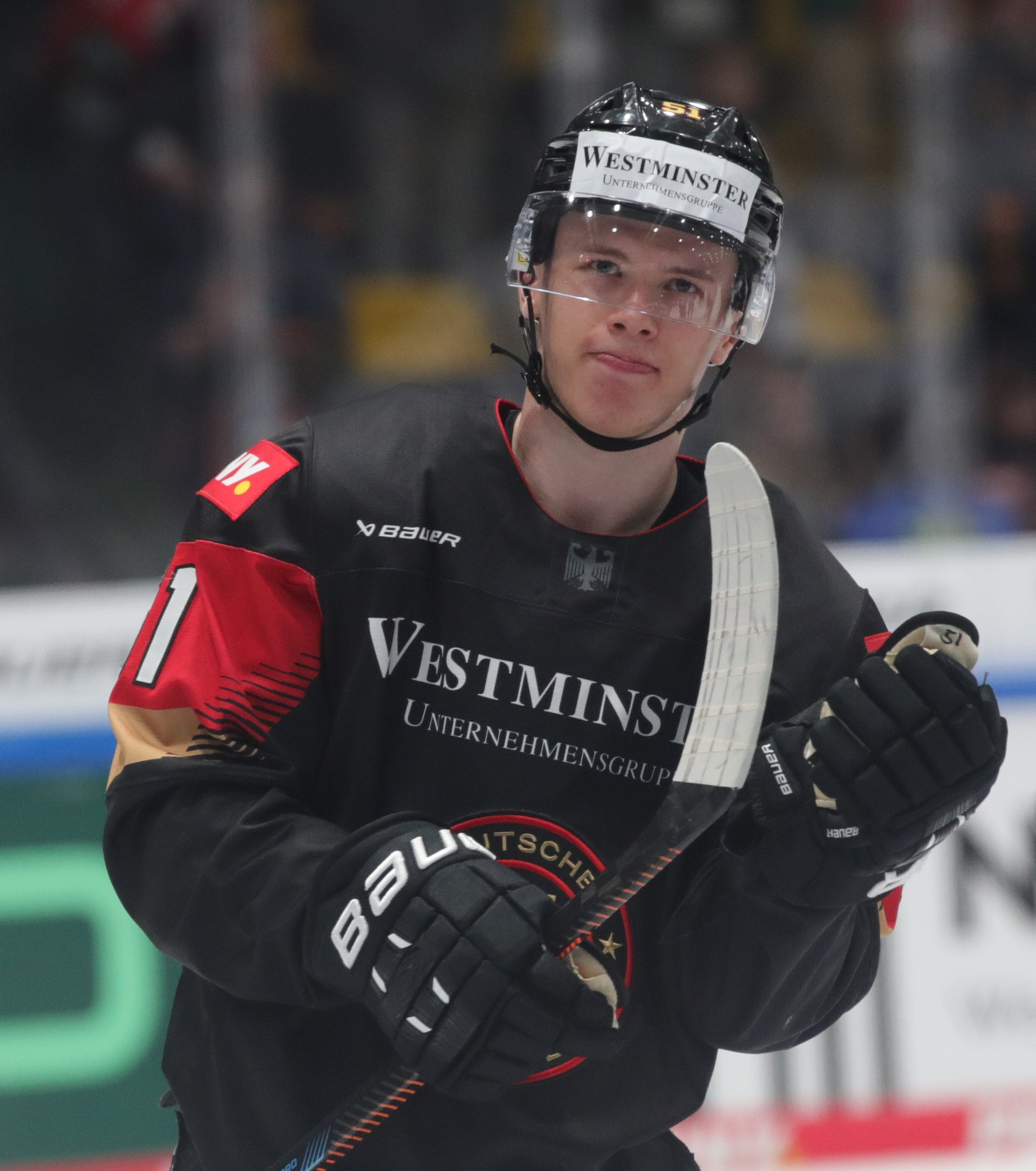
Leonhardt als Spieler der deutschen Nationalmannschaft (2023)

- abgebr. U20-Junioren-Weltmeisterschaft 2022
- U20-Junioren-Weltmeisterschaft 2022

(Legende zur Spielerstatistik: Sp oder GP = absolvierte Spiele; T oder G = erzielte Tore; V oder A = erzielte Assists; Pkt oder Pts = erzielte Scorerpunkte; SM oder PIM = erhaltene Strafminuten; +/− = Plus/Minus-Bilanz; PP = erzielte Überzahltore; SH = erzielte Unterzahltore; GW = erzielte Siegtore; 1 Play-downs/Relegation; Kursiv: Statistik nicht vollständig)